# Улица Феоктистова (Воронеж)
Улица Феоктистова — улица в Центральном районе Воронежа. Соединяет проспект Революции и Кольцовскую улицу. Пересекает улицы Фридриха Энгельса и Студенческую. На дорожном кольце, организованном на пересечении улицы Феоктистова с улицей Фридриха Энгельса, примыкает улица Мира. Одна из немногих улиц Воронежа с чётной нумерацией по левой стороне.

## История

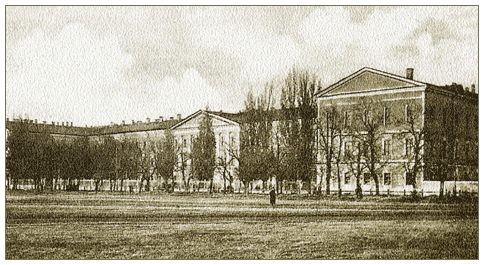
Здание корпуса

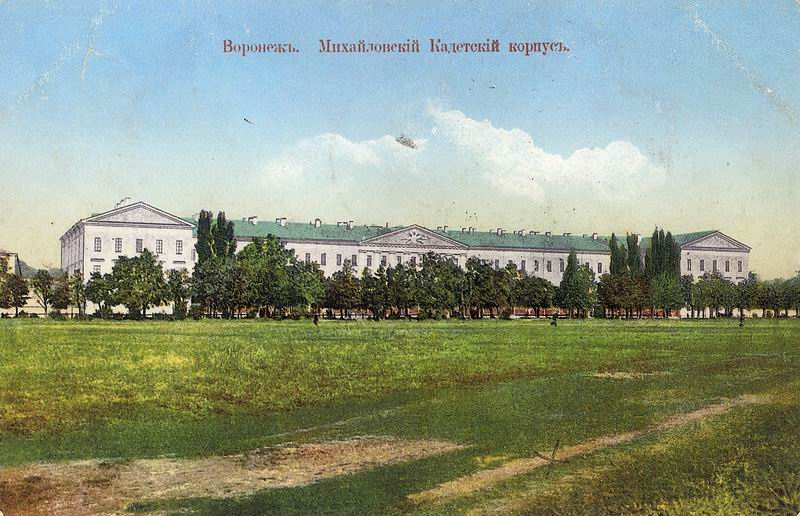
Здание корпуса

Улица возникла в 1842 году, во время строительства Воронежского Михайловского кадетского корпуса. Позже улица стала именоваться Петровской и переходила в Петровский съезд (ныне ул. Степана Разина). Доминантой улицы являлось здание кадетского корпуса, спроектированное инженером Карлом Детловым.
После Октябрьской революции 1917 года в здание кадетского корпуса переехал эвакуированный из Юрьева университет, а улица переименована в Университетскую. Здание корпуса было уничтожено отступающими немецкими войсками во время Великой Отечественной войны в 1943 году. Развалины были разобраны, а на их месте произведена жилая застройка. В 1964 году Университетская улица была переименована в улицу Феоктистова, в честь воронежского лётчика-космонавта и Героя Советского Союза Константина Петровича Феоктистова (1926—2009)

## Здания
Нумерация домов начинается от Кольцовской улицы.

### № 1
Здание построено для паровой прачечной и электростанции кадетского корпуса в начале 1910-х годов). Выступы в торцах и апсиды на южной части придают красно-кирпичному дому усложнённую объёмную композицию. Является памятником архитектуры — объектом культурного наследия России.
Здание долгое время занимало бюро судебно-медицинской экспертизы. В августе 2014 года началась реконструкция здания, которая в итоге привела к значительному изменению его облика.

### № 2, № 4, № 6
Жилые здания № 2, № 4, № 6 построены после окончания Великой Отечественной войны на месте разрушенного корпуса Воронежского государственного университета (бывшего Михайловского кадетского корпуса)

## Монументально-декоративная композиция «Слава советской науке»
На кольце, организованном на пересечении улицы Феоктистова с улицей Фридриха Энгельса и улицей Мира, установлен металлический пилон «Слава советской науке».
Монументально-декоративное сооружение состоит из трёх вертикальных штырей с нанизанными на них шарами различного размера. Их обвивает лента, на которой написан популярный в советское время лозунг «Слава советской науке!». На металлических щитах у подножия сооружения изображены символы научной деятельности:
- микроскоп
- орбиты с электронами и ядрами
- химические реторты
- графики
- змея, обвивающая медицинскую чашу
- серп и молот.

С точки зрения воронежского краеведа В. И. Кононова эту композицию нельзя называть памятником, потому что она не была установлена в честь какого-то события или какой-то личности. К тому же торжественного открытия тоже не было. Более правильно, по его мнению, это сооружение именовать монументально-декоративной композицией.

## Памятные доски
- Мемориальная доска, установленная на д. 2 в честь Риммы Мануковской, народной артистки Российской Федерации, лауреата Государственной премии, обладателя национальной театральной премии «Золотая маска» в номинации «За честь и достоинство»[7]
- На д. 4 установлены мемориальные доски Григорию Никифоровичу Перекрестову, генерал-лейтенанту советской армии, Герою Советского Союза, участнику Великой Отечественной войны, Никанору Александрович Лёвкину, участнику Парада Победы Г. Шимбирёву
- Мемориальная доска П. И. Шумейко на фасаде дома № 6
- Мемориальная доска, установленная на доме № 6, которая сообщает, что на этом месте находилось здание Воронежского Михайловского кадетского корпуса[8].

д. 4
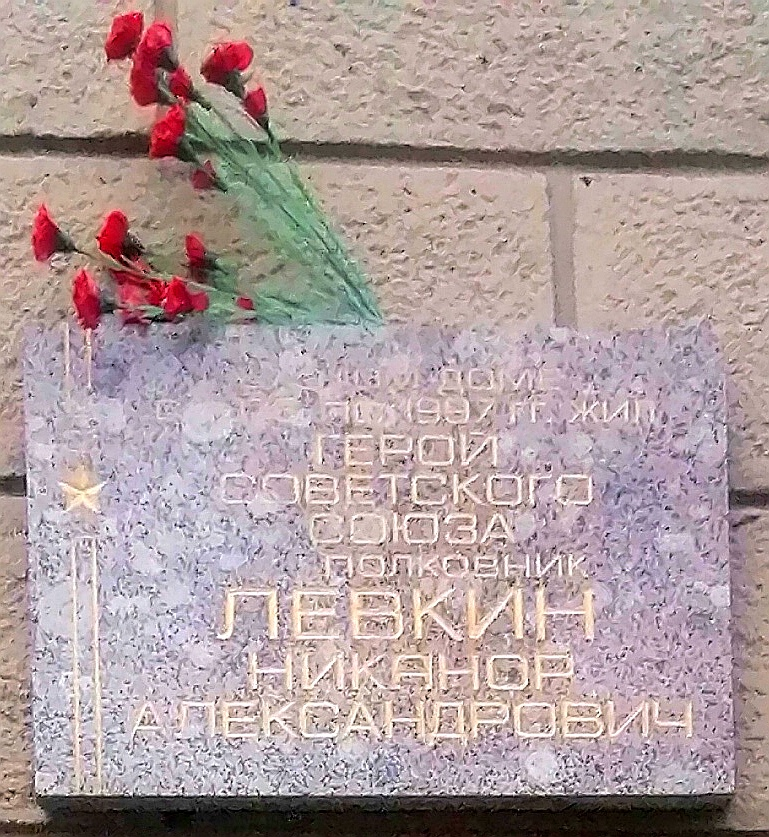
д. 4
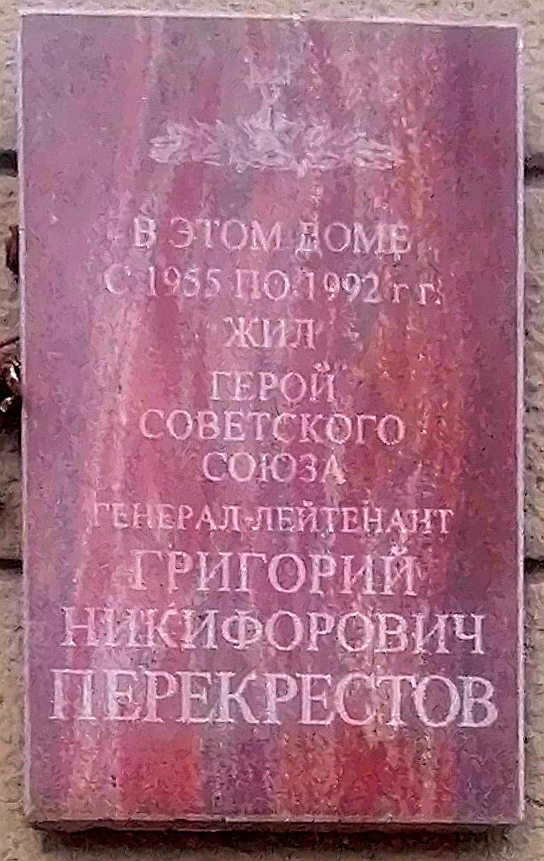
д. 4
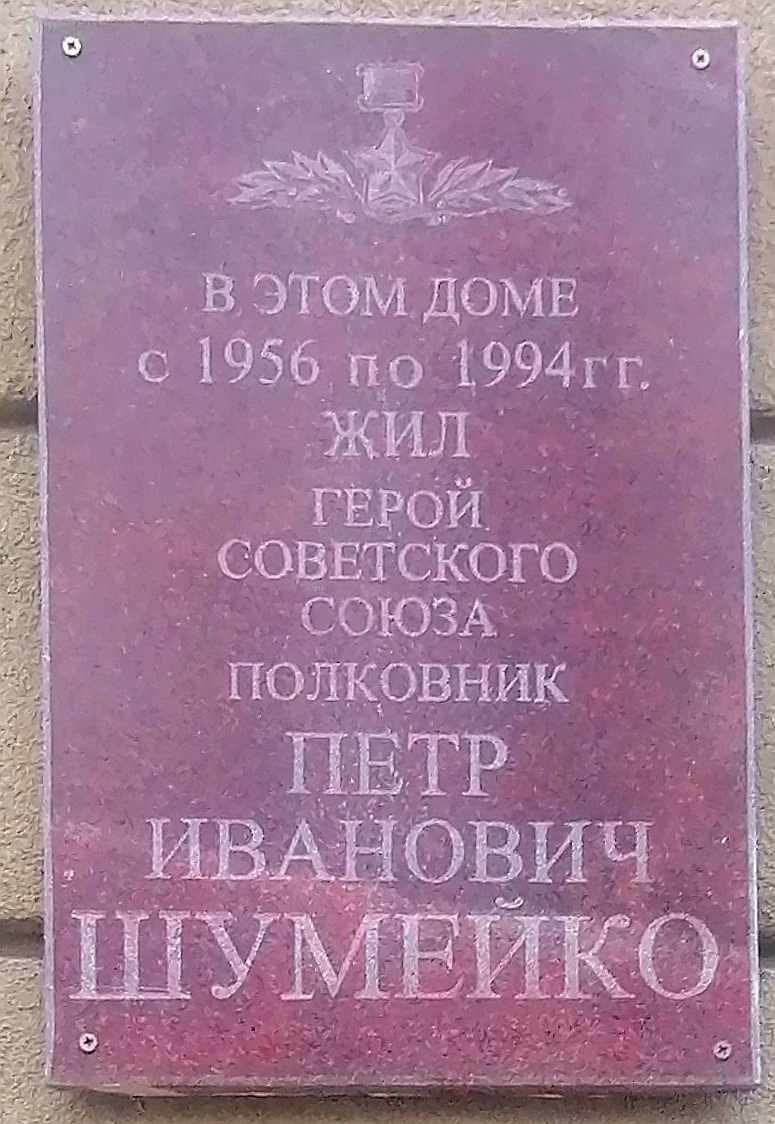
д. 6

## Другие объекты
На чётной стороне улицы также находятся:
— между Кольцовской улицей и Студенческой — левое крыло главного корпуса ВГМУ — Воронежского государственного медицинского университета имени Н. Н. Бурденко (Студенческая ул., д. 10);
— между улицей Фридриха Энгельса и проспектом Революции — южная сторона Первомайского сада и памятник ликвидаторам аварии на ЧАЭС.
На нечётной стороне находятся:
— между Кольцовской улицей и Студенческой — часть здания общежития ВГМУ (Студенческая ул., д. 12);
— между улицами Фридриха Энгельса и Студенческой — северная сторона детского парка «Орлёнок» и памятник писателю Г. Н. Троепольскому, автору повести «Белый Бим Чёрное ухо»;
— между улицей Фридриха Энгельса и проспектом Революции — часть жилого дома № 7 по улице Фридриха Энгельса и часть здания управления Юго-Восточной железной дороги (проспект Революции, д. 18).

## Транспорт
По улице Феоктистова (от проспекта Революции до улицы Мира и обратно) на начало 2023 года организовано только автобусное сообщение (ост. Первомайский сад). По улице ходят маршруты автобусов: № 6, 8, 42, 58, 60, 74, 75, 120а, 301, 322, 371, 386. Во время городских праздников на улицу переносятся и другие маршруты.
В советское время (до конца 1950-х годов) по улице проходила трамвайная линия.